# Jean de Vienne (frégate)
Pour les autres navires du même nom, voir Jean de Vienne (navire).
Le Jean de Vienne était une frégate de lutte anti-sous-marine de la classe Georges Leygues (type F70) de la Marine nationale.

## Historique
Le Jean de Vienne avait pour indicatif visuel D 643, pour trigramme Marine nationale JDV et pour indicatif international FAJV. Sa ville marraine depuis sa mise en chantier était la ville de Besançon. Elle a participé à l'opération Artimon de contrôle des navires suspectés de ravitailler l'Irak pendant la guerre du Golfe. Quand il a été fait appel au volontariat, 26 appelés sur les 52 a bord se sont portés volontaires en signant un engagement, et un sur deux a demandé le rapatriement. 
Son fanion, décoré de la croix de la valeur militaire avec palme depuis le 22 mai 2012 a été remis à Alfan (l'amiral commandant la force d'action navale) à l'issue de la dernière cérémonie des couleurs le 9 janvier 2019. 
D'autres navires portant le nom de Jean de Vienne ont été en service en France dont le croiseur Jean de Vienne de la classe La Galissonnière entré en service le 7 avril 1937 et sabordé le 27 novembre 1942.
La frégate devait être désarmée en 2015 mais à la suite de la vente de la FREMM Normandie à l'Égypte, le désarmement a été repoussé au mois de juillet 2018. Elle reste donc finalement en service jusqu'au 11 juin 2018. Depuis 2019, elle est en attente de démantèlement dans le port de Toulon à proximité de l'anse de Brégaillon. A l'automne 2023, il notifié dans un marché que son démantèlement sera effectué en Gironde à Bassens, par un groupement d'entreprise mené par Vinci. La coque est prise en remorque et quitte le Var pour l'estuaire de la gironde courant janvier 2024.

## Caractéristiques

### Navigation
La frégate Jean de Vienne était équipée de deux centrales de navigation inertielle SIGMA 40 créées par Sagem. 

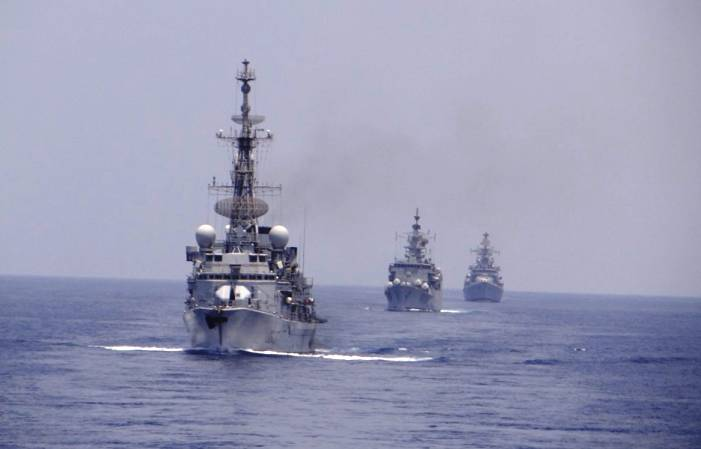
Lors de VARUNA–15. Le Jean de Vienne avec le INS Mumbai et la frégate INS Gomati (F21).

### Armement
À son lancement, il est armé de 2 système de 4 missiles anti-navire MM40 Exocet (8 Exocet), d'un système anti-aérien Crotale avec 8 missiles sur rampes (26 Crotale), d'un canon de 100 mm Mod. 1968 CADAM, de deux canons anti-aérien de 20 mm Oerlikon Mk 10 Mod. 23, de deux mitrailleuses de 12.7 mm et de deux catapultes fixes pour torpilles anti-sous-marines L 5 mod 4 (10 torpilles). Il pouvait embarquer deux hélicoptères Westland Lynx.